# Kaladungi
Kaladungi (ook gespeld als Kaladhungi) is een nagar panchayat (plaats) in het district Nainital van de Indiase staat Uttarakhand. 

## Demografie
Volgens de Indiase volkstelling van 2001 wonen er 6.126 mensen in Kaladungi, waarvan 53% mannelijk en 47% vrouwelijk is. De plaats heeft een alfabetiseringsgraad van 62%. 